# Djurgårdens IF Bowlingförening
Djurgårdens IF bowlingförening bildades 1919 och har omkring 60 stycken medlemmar. Föreningen håller till i Bowl4Joy i Vårby. Herrlaget spelar i Mellanallsvenska och damlaget spelar i division 1.